# Arrondissement de Saalfeld-Rudolstadt
L'arrondissement de Saalfeld-Rudolstadt est un arrondissement (« Landkreis » en allemand) de Thuringe (Allemagne).
Son chef-lieu est Saalfeld. Le barrage de Hohenwarte, le quatrième plus gros d'Allemagne, se trouve dans cet arrondissement.

## Villes, communes & communautés d'administration
(nombre d'habitants le 31 décembre 2014)
| Villes 1. Bad Blankenburg (6 644) 2. Königsee-Rottenbach (6 675) 3. Leutenberg (2 197) 4. Remda-Teichel (2 979) 5. Rudolstadt (22 667) 6. Saalfeld ² (25 139) | Communes - Communes autonomes : 1. Kamsdorf (2 676) 2. Kaulsdorf, (2 575), remplit aussi les fonctions administratives pour : 1. Altenbeuthen (227) 2. Drognitz (652) 3. Hohenwarte (175) 3. Saalfelder Höhe (3 110) 4. Uhlstädt-Kirchhasel, (5 952) 5. Unterwellenborn (6 084) |

Communautés d'administration
* siège d'une communauté d'administration
| 1. Bergbahnregion/Schwarzatal (5 229) 1. Cursdorf (620) 2. Deesbach (339) 3. Katzhütte (1 410) 4. Meuselbach-Schwarzmühle (1 132) 5. Oberweissbach, ville (1 728) 2. Lichtetal am Rennsteig (4024) 1. Lichte * (1 515) 2. Piesau (741) 3. Reichmannsdorf (759) 4. Schmiedefeld (1 009) | 3. Mittleres Schwarzatal (5 775) 1. Allendorf (358) 2. Bechstedt (155) 3. Döschnitz (249) 4. Dröbischau (423) 5. Mellenbach-Glasbach (972) 6. Meura (429) 7. Oberhain (677) 8. Rohrbach (212) 9. Schwarzbourg (554) 10. Sitzendorf * (821) 11. Unterweissbach (786) 12. Wittgendorf (167) 4. Schiefergebirge (6 866) 1. Gräfenthal (2 056) 2. Lehesten, ville (1 746) 3. Probstzella (3 064) |